# Pedraja de San Esteban
Pedraja (también conocida como Pedraja de San Esteban) es una localidad española del municipio de San Esteban de Gormaz, perteneciente a la provincia de Soria, en la comunidad autónoma de Castilla y León. Pertenece al partido judicial de Burgo de Osma.

## Historia
En el censo de 1787, ordenado por el conde de Floridablanca,  figuraba como lugar, arrabal de San Esteban de Gormaz, conocido entonces como Pedraja,  del Partido de San Esteban de Gormaz en la Intendencia de Soria, con jurisdicción de señorío y bajo la autoridad del regidor, nombrado por la marquesa de Villena.  Contaba entonces con 48 habitantes.
Sebastián Miñano lo describe a principios del siglo XIX como aldea de San Esteban de Gormaz.
A la caída del Antiguo Régimen se constituyó el municipio constitucional de San Esteban de Gormaz y Pedraja, en la región de Castilla la Vieja que en el censo de 1842 contaba con 192 hogares y 876 vecinos.

## Demografía
En el año 1981 contaba con 86 habitantes, concentrados en el núcleo principal, pasando a 27 en 2010, 15 varones y 12 mujeres.
| Gráfica de evolución demográfica de Pedraja de San Esteban entre 2000 y 2010                     |
|                                                                                                  |
| Población de derecho (2000-2010) según los censos de población del INE a 1 de enero de cada año. |

## Patrimonio

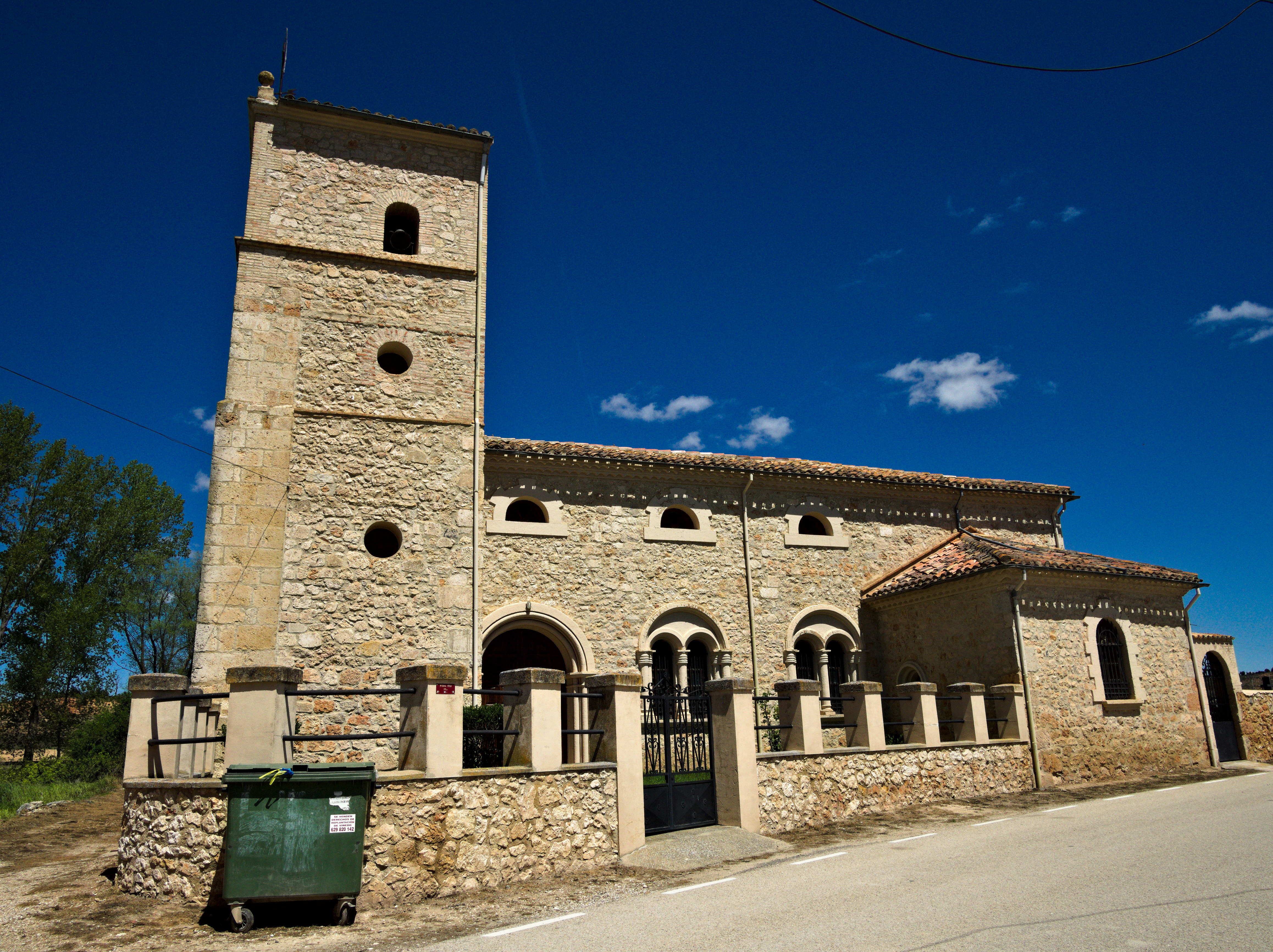
La iglesia de Pedraja

En la localidad hay una iglesia parroquial católica bajo la advocación de Santa María Magdalena, restaurada en 1991 gracias a la aportación de la religiosa teresina, hija del pueblo, Delfina Macarrón.